# Abrothrix longipilis
El ratón de pelo largo (Abrothrix longipilis) es una especie de roedor en la familia Cricetidae. Se los encuentra solo en Argentina, y en  Chile (Tunquén y Apoquindo). Está vigilado como de "preocupación menor".